# Le Douzième Juré (film, 1994)
Pour les articles homonymes, voir Le Douzième Juré.
Pour plus de détails, voir Fiche technique et Distribution.
Le Douzième Juré ou Procès devant jury au Québec (Trial by Jury) est un film américain de Heywood Gould sorti en 1994.

## Fiche technique
- Titre original : Trial by Jury
- Titre français : Le Douzième Juré
- Titre québécois : Procès devant jury
- Réalisation : Heywood Gould
- Scénario : Jordan Katz et Heywood Gould
- Direction artistique : David Chapman (supervision), Barbra Matis
- Décors : Steve Shewchuk
- Costumes : Mary Malin
- Photographie : Frederick Elmes
- Montage : Joel Goodman
- Musique : Terence Blanchard
- Production : Mark Gordon, Chris Meledandri et James G. Robinson
- Société de production : Morgan Creek Entertainment
- Société de distribution : Warner Bros.
- Pays :  États-Unis
- Langue : anglais
- Format : Couleur/Noir et blanc - 35 mm (Eastman) - 1,85:1 - son stéréo Dolby Digital
- Durée : 107 minutes
- Dates de sortie : 
  - États-Unis : 9 septembre 1994
  - France : 17 avril 1996

## Distribution
- Joanne Whalley : Valerie Alston
- Armand Assante : Rusty Pirone
- Gabriel Byrne : Daniel Graham
- William Hurt : Tommy Vesey
- Kathleen Quinlan : Wanda
- Ed Lauter : John Boyle
- Richard Portnow : Leo Greco
- Lisa Arrindell : Eleanor Lyons
- Jack Gwaltney : Teddy Parnell
- Joe Santos : Johnny Verona
- Beau Starr : Phillie
- Bryan Shilowich : Robbie, le fils de Valerie
- Stuart Whitman : Emmett, le père de Valerie
- Kevin Ramsey : Edmund
- Robert Breuler : le juge Feld
- Graham Jarvis : Mr. Duffy, le président du jury
- Margaret Whitton : Jane Lyle, une jurée
- William R. Moses : Paul Baker, un juré
- Fiona Gallagher : Camille, une jurée
- Kay Hawtrey : Clara, une jurée
- Ardon Bess : Albert, un juré
- Karina Arroyave : Mercedes, une jurée
- Andrew Sabiston : Elliot, un juré
- Paul Soles : Mr. Kriegsberg, un juré
- Jovanni Sy : Louis, un juré
- Damon D'Oliveira : Rafael, un juré
- Andrew Miller : Krasny
- Richard Fitzpatrick : Balsam
- Ron Hale : l'huissier
- Sandi Ross : l'officier de cour
- William Duell : Jimmy
- John Capodice : Limpy DeMarco
- Andrew Lewarne : Petrie
- David Eisner : Melman
- Tanja Jacobs : Susan Fine